# Market Overton
Market Overton is een civil parish in het bestuurlijke gebied Rutland, in het Engelse graafschap Rutland met 584 inwoners.